# Attentat de Roc'h Trédudon
Vous lisez un « bon article » labellisé en 2011.
L'attentat de Roc'h Trédudon est la destruction, dans la nuit du 13 au 14 février 1974, de l'émetteur de Roc'h Trédudon, situé à Plounéour-Ménez dans le Finistère, par un ensemble de bombes qui y avaient été placées. Il est revendiqué par l'organisation indépendantiste bretonne du Front de libération de la Bretagne (FLB) et prive l'Ouest de la Bretagne de télévision pendant plusieurs semaines. Intervenant dans un contexte de renaissance du mouvement nationaliste breton, il déclencha de très vives réactions, ainsi qu'une vaste polémique quant à la véritable identité des coupables.

## Contexte
En 1974, le nationalisme breton connaît un regain d'intérêt spectaculaire depuis quelques années. Des artistes tels qu'Alan Stivell, Tri Yann ou encore Glenmor, des mouvements sociaux très importants, la grève du Joint Français en 1972 notamment, ainsi que la création d'un grand nombre d'organisations et de partis bretons vont permettre une véritable renaissance du sentiment d'appartenance régionale en Bretagne. Le Front de libération de la Bretagne rentre alors dans sa période la plus active, et qui va durer jusqu'en 1979, bien qu'il eût été officiellement dissous le 30 janvier 1974 par le ministre de l'Intérieur Raymond Marcellin. L'attentat de Roc'h Trédudon intervient donc dans un contexte de recrudescence des violences en Bretagne, qui s'étaient un peu estompées depuis 1973, année sans action pour le FLB, au contraire très actif de 1966 à 1972, avec plus de vingt-sept attentats ou tentatives d'attentats revendiqués.
Pour les activistes bretons, s'attaquer à l'émetteur de Roc'h Trédudon est un symbole d'une grande importance et ce sur plusieurs points. Premièrement, il s'agit d'une réponse à la dissolution du FLB et à la répression des autonomistes bretons par l'État français. Ensuite, les nationalistes voulaient dans le même temps « saluer à leur manière » la venue du ministre de la santé Michel Poniatowski à Quimper durant le mois de février 1974 et donner ainsi un écho international à leurs revendications. Enfin, l'attentat se veut une attaque directe à l'ORTF, qui peu de temps auparavant a censuré Charles Le Gall, seul présentateur des informations en langue bretonne, pour avoir annoncé la création de comités de soutien aux prisonniers bretons.

## Les faits

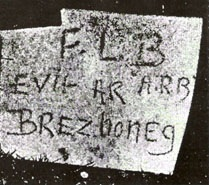
La plaque de bois laissée par les activistes du FLB et retrouvée le lendemain matin de l'attentat.

Dans la nuit du 13 au 14 février 1974, le commando d'indépendantistes bretons place un ensemble de bombes, « quatre charges de gomme F.15 de trois kilos, deux par socle, reliées par détonateurs électriques, en double allumage et liaison supplémentaire par cordeau détonant », sur les pylônes de l'émetteur de Roc'h Trédudon. Le terrain et la direction du vent ont au préalable été étudiés pour éviter que l'antenne ne s'écrase sur les bâtiments habités par les gardiens mais touche au contraire le local technique. Par ailleurs, afin de s'assurer du plein succès de leur opération, les activistes ont tout d'abord testé leur matériel sur deux autres pylônes dans les Côtes-d'Armor : à l'île Losquet près de Pleumeur-Bodou le 1er février 1974 et au Roc’h ar Lin à Saint-Mayeux quelques jours auparavant également, tous deux revendiqués le 15 février 1974.
Malgré la présence des militaires en manœuvre autour de la station de Roc'h Trédudon pendant la nuit, deux des activistes réussissent à placer leurs bombes sur les socles des pylônes. L'ensemble explose vers une heure du matin : deux déflagrations font s'écrouler les pylônes soutenant l'antenne. Le gardien, réveillé en sursaut par les explosions, appelle immédiatement les autorités, qui retrouvent bientôt une plaque de contreplaqué marquée des mots « FLB ARB » et « Evit ar Brezhoneg » (en breton : « pour la langue bretonne »). L'attentat est également revendiqué quelques jours plus tard par Yann Goulet, un nationaliste breton expatrié en Irlande, se prétendant chef du FLB à l'époque.

## Dommages et conséquences
L'attentat ne fait aucune victime directe. Néanmoins, le directeur du centre, Pierre Péron, décède dans l'après-midi d'un arrêt cardiaque en découvrant l'ampleur des dégâts. Selon l'un des responsables de Roc'h Trédudon, le bilan humain aurait pu être beaucoup plus lourd : l'explosion aurait pu coûter la vie aux techniciens ainsi qu'au gardien et à sa famille, présents cette nuit-là. Quant au bilan matériel, il est important : à l'exception des soixante premiers mètres, l'antenne, qui mesurait deux cent vingt-deux mètres à l'époque, est entièrement à terre, et une partie s'est effondrée sur les bâtiments de l'ORTF et des PTT, à proximité de l'antenne à l'époque. Une fraction importante de la Bretagne se retrouve alors privée de télévision pendant plus d'un mois. Des réparations sont très vite entreprises mais, devant l'ampleur des dégâts, celles-ci traînent en longueur et des relais émetteurs provisoires doivent être implantés à Quimper et Plougastel-Daoulas. Le coût total des réparations a été évalué à l'époque à 5 millions de francs.

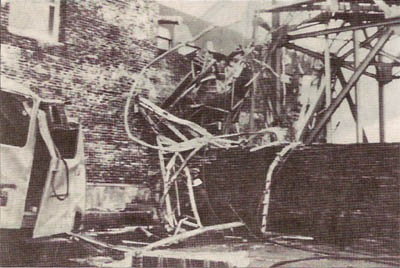
L'antenne s'est effondrée sur des locaux techniques de l'ORTF.

La Bretagne vit alors sans télévision jusqu'à début avril 1974 voire début mai pour les zones les plus reculées. Les Bretons redécouvrent la vie de leurs grands-parents, les librairies font recette et les veillées nocturnes reprennent. Selon les activistes du FLB, cette coupure ne peut être que bénéfique au peuple breton, contrairement « au rôle néfaste de la télé », et il est même question un temps d'un possible retour du baby boom en Bretagne dans les mois qui suivent l'attentat. Quoi qu'il en soit, les réparations complètes de l'antenne de Roc'h Trédudon ne sont pas terminées avant 1975 et, pendant les mois qui suivent l'attentat, le village de Plounéour-Ménez connait une affluence record de curieux, dont vraisemblablement les restaurants alentour ont largement profité.
Malgré une enquête énergique et la présence de gendarmes plus marquée dans les monts d'Arrée, les plastiqueurs ne sont jamais retrouvés. Néanmoins, cet attentat marque un tournant décisif dans l'histoire du FLB : à partir de cette date, l'organisation indépendantiste revendique son action par un communiqué envoyé à un média local le lendemain même et non plus en y laissant une indication sur place. Cela a pour effet la mise à l'écart de Yann Goulet, qui produit quant à lui son propre communiqué quelques jours plus tard, parfois en contradiction avec les activistes bretons. En 1977, un membre du FLB explique d'ailleurs à un journaliste du journal régional Ouest-France que « Yann Goulet nuisait beaucoup plus au FLB qu'il ne le servait, ».

## Réactions
Les réactions à la suite de cet attentat sont très vives. « La presse parisienne de droite » se déchaîne sur les plastiqueurs, tandis que les médias bretons condamnent également leur acte de manière plus ou moins ferme. Le journal Ouest-France affirme « qu'en signant leur acte, les individus se réclamant du Front de libération de la Bretagne montrent bien que leur souci n'est pas de protéger et de défendre les intérêts de la population bretonne » et que « la lutte pour des changements ne passe pas par des actes criminels, mais par une lutte où l'ensemble des masses ouvrières et paysannes trouvent toute leur place, ». Le Télégramme ne fait quant à lui pas de commentaires particuliers et qualifie les responsables de l'attentat de « véritables professionnels, ». La CGT également « condamne fermement les auteurs, ».
Georges Pompidou, qui a amnistié des prisonniers bretons après son élection, déplore lui aussi les conséquences de l'attentat. Cependant, en 1977, le gouvernement de Valéry Giscard d'Estaing met en place une charte culturelle apportant des subventions aux organismes de défense de la culture et de la langue bretonne, permettant notamment l'éclosion définitive des écoles Diwan, à la grande satisfaction des activistes bretons, qui avouent néanmoins plus tard que cela « minor[e] fortement les revendications ».
Les réactions dans la population bretonne sont très mitigées. Si une petite partie des Bretons, en particulier les bretonnants, ne se plaint pas de l'absence de télévision, sans pour autant cautionner l'attentat, d'autres avouent parfois « ne plus savoir quoi faire » sans un objet « dont ils se rendent compte faire aujourd'hui partie de leur quotidien ». Dans une interview, le chanteur Youenn Gwernig qualifie ces derniers comme étant « des gens qui ont réagi exactement comme des gosses, des bébés à qui on a enlevé leur sucre d'orge » alors qu'auparavant ceux-ci dénigraient les programmes de l'ORTF. Quant à Yann Goulet, sa réaction est plus inattendue, puisque dans son traditionnel communiqué il va jusqu'à déplorer les effets de l'attentat et « les ennuis que cela causait aux vieillards qui n’avaient pour seule distraction que la télévision ». Enfin, pour le FLB lui-même, il s'agit jusqu'à ce jour d'une de ses actions aux conséquences les plus retentissantes.

## Polémiques

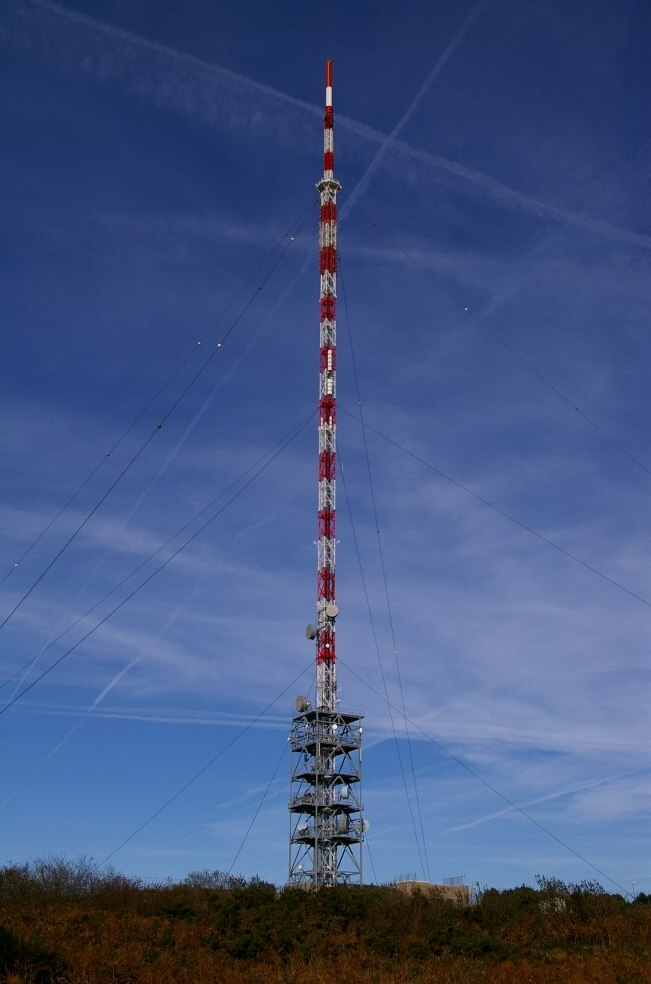
L'émetteur de Roc'h Trédudon de nos jours.

Le fait que les auteurs de l'attentat de Roc'h Trédudon n'aient jamais été arrêtés ni même identifiés, et le fait que, pour beaucoup, cette action ne puisse être que celle de professionnels aguerris au maniement des explosifs, a déclenché une vaste polémique quant à la véritable identité des auteurs, et ce malgré les revendications du FLB. Les médias et la population soupçonnent d'abord l'armée française, qui effectue à cette date des manœuvres autour du site de Roc'h Trédudon le soir même de l'attentat, et certaines sources, comme les historiens Lionel Henry et Annick Lagadec, précisent qu'il s'agit peut-être de commandos marins. Le Canard enchaîné affirme en mars 1974 que ce seraient bien des militaires qui auraient fait involontairement exploser le pylône. Certains pensent au contraire que l'explosion aurait été totalement volontaire, et aurait servi d'« exercice réel » aux militaires français.
Une autre polémique se développe autour de la responsabilité de la Direction de la surveillance du territoire dans l'attentat. Depuis 1966, les services secrets français ont toujours été très actifs et ils sont accusés de manipulations et d'infiltrations au sein même des différents organisations indépendantistes bretonnes, dont le FLB. En 1972 à Saint-Malo, la DST a détruit la villa de Francis Bouygues puis maquillé son action de manière à la faire passer pour un attentat provenant du FLB. L'affaire est relayée par Le Matin de Paris le 22 septembre 1981 puis par le Canard enchaîné le 30 septembre 1981, qui ne tardent pas à faire d'autres rapprochements, et notamment avec la destruction du pylône de Roc'h Trédudon. Selon un journaliste du Matin de Paris, lors de l'attentat, la DST aurait de nouveau essayé d'infiltrer les rangs des indépendantistes bretons et l'attentat de Roc'h Trédudon n'aurait été perpétré que dans le but de discréditer ces derniers auprès de la population bretonne. Les gendarmeries environnantes auraient même reçu des consignes les invitant à ne pas s'inquiéter en cas d'explosion du pylône et de laisser « un commando du FLB » faire sauter l'émetteur.
Néanmoins, les fonctionnaires de la DST, qui ont reconnu la destruction de la villa de Francis Bouygues, affirment au contraire qu'ils ne sont pour rien dans l'attentat de Roc'h Trédudon. En 1999, Jean Baklouti, ancien de la DST, déclare dans Le Télégramme que l'attentat « était très sophistiqué, trop pour le FLB, mais à la réflexion nous avons pensé à Yann Puillandre, qui était un ancien militaire » mais que « les rafles monstres » et les écoutes téléphoniques n'ont pas permis d'inculper. Yann Puillandre a été en effet un temps soupçonné d'être un des « chefs » du FLB-ARB.